# Кобенко, Александр Васильевич
Александр Васильевич Кобенко (23 августа 1977, Майкоп) — российский футболист, выступавший на позиции полузащитника. Играл в высших дивизионах России и Белоруссии.

## Биография
Воспитанник ДЮСШ города Майкоп. На взрослом уровне дебютировал в 17-летнем возрасте в составе новороссийского «Черноморца», выступавшего в первой лиге. В 1995 году вернулся в Майкоп и два сезона выступал за местную «Дружбу», но в основном играл за второй состав команды.
В 1997 году перешёл в «Ростсельмаш». Дебютный матч в высшем дивизионе сыграл 24 мая 1997 года против московского «Спартака», выйдя на замену на 81-й минуте вместо Романа Орещука. Всего в премьер-лиге сыграл три матча, во всех выходил на замену во втором тайме. По окончании сезона покинул команду.
В дальнейшем выступал во втором дивизионе за таганрогское «Торпедо» и «Славянск», а также за любительские команды.
В 2004 году перешёл в мозырскую «Славию», в её составе провёл два сезона в высшей лиге Белоруссии. После того, как команда вылетела из высшей лиги в 2005 году, футболист перешёл в «Смоленск», однако спустя год вернулся в Мозырь и отыграл один год в белорусской первой лиге. В возрасте 30 лет завершил профессиональную карьеру.
После окончания карьеры живёт в Мозыре. Работает на Мозырском нефтеперерабатывающем заводе.

## Личная жизнь
Младший брат Андрей (род. 1982) тоже был футболистом, выступал за клубы премьер-лиги России.